# Hugo Lindblad
Hugo Stefan Lindblad, född 4 juli 1897 i Bjuvs församling, Malmöhus län, död 10 augusti 1974 i Trollhättan, var en svensk arkitekt. Han var son till bergsingenjör Robert Lindblad och Agnes Bergström, som var syster till juristen Walter, konstnären Endis och skolköksinspektrisen Gertrud Bergström.
Lindblad utexaminerades från Chalmers tekniska institut 1919 och blev Bachelor of Science i arkitektur vid University of Michigan 1926. Han var anställd vid Maxwell Motor Company i Detroit 1921 samt hos arkitekt Peter R. Rossello i samma stad 1921–1924 och från 1926. I Detroit ritade han bland annat Saints Cyril and Methodius kyrka och skola, Martha Washington Theatre samt kyrkor och kommersiella byggnader. I Sverige bedrev han egen arkitektverksamhet från 1937 samt var byggnadskonsulent i Bengtsfors och Melleruds köpingar samt Dals-Eds och Bäckefors landskommuner.